# Saleh et Daud Al-Kuweity
Saleh (1908-1986) et Daud Al-Kuwaity (1910-1976) (صالح و داوود الكويتي) (nés Saleh et Daud Ezra) sont deux musiciens irakiens d’origine juive, nés au Koweït, ayant marqué la musique irakienne de la première moitié du XXe siècle.
Leur famille était venue au Koweït depuis la ville voisine de Bassora. Les enfants apprirent l'art de l'oud et du qanoun avec des maîtres comme, respectivement, Khalid al Bakr et Azour, par la suite aussi Muhammed al Qubbantchi.
Dès leur enfance, ils furent amenés à jouer devant des notables koweitiens, ce qui les fit connaître de sociétés irakiennes qui diffusèrent leur musique dans leur pays. Leur renommée crût rapidement en Irak et la famille y rentra pour que les deux jeunes frères puissent faire montre de leurs talents dans les clubs bagdadis.
Leur célébrité dépassa rapidement la péninsule arabique et, dans les années 1930, ils purent collaborer non seulement avec de grands noms de la musique irakienne tels que Khoudeiri Abou Aziz,Salima Mourad, chanteuse d'origine juive comme eux, et Sultana Youssouf, Zakia George (pour un temps la fiancée de Salah) en Irak, mais aussi avec Oum Kalsoum ou Mohammed Abdel Wahab en Égypte. Au vu de leur succès, les autorités irakiennes leur confièrent, avec la chanteuse égyptienne Fathia Akhmad, l’animation des cérémonies en l’honneur du roi Fayçal II d'Irak à commencer par son intronisation en 1935. Par la suite, le Ministère de l’Éducation leur demanda de prendre part à la création de la Radiodiffusion irakienne et d’en intégrer l’orchestre (dont la direction fut confiée à Saleh).
Au cours des deux décennies suivantes, les deux frères composèrent d’innombrables chansons variant le plus souvent autour du thème de la tristesse et de l’abandon. Une partie des chansons étaient dans le style populaire "Aa'thba" et dans le genre nommé "pesté". Leur attachement à leurs racines juives les poussa à émigrer en Israël dans les années 1950. Mais là, ils durent faire face aux efforts d'acculturation du jeune État hébreu envers les différentes cultures d'origine des nouveaux immigrants, surtout de langue arabe ou yiddish. Le conflit du nouvel État avec les voisins arabes ne facilita pas non plus les choses.
Au début Saleh et Daud ont habité le camp de nouveaux immigrants de Beer Yaakov, ensuite ils se sont installés dans le quartier populaire Hatikvá à Tel Aviv. Là-bas ils ont joué parfois devant les clients du café Noakh. Leur talent leur permit de devenir rapidement des piliers musicaux du canal arabe de la station israélienne officielle, Kol Israël (קול ישראל) de Jérusalem. Ils jouèrent comme solistes hôtes avec l'Orchestre de musique arabe de la Radio israélienne dirigée par Zouzou Moussa.
Aujourd’hui encore, leurs chansons restent des standards de la musique orientale et sont régulièrement diffusées sur les ondes du monde arabe. Mais en Irak, surtout après l'arrivée au pouvoir du régime républicain les autorités décidèrent de ne plus permettre de mentionner leur nom dans les partitions musicales, à la radio-télévision ou dans des livres.
- (en) Cet article est partiellement ou en totalité issu de l’article de Wikipédia en anglais intitulé « Saleh and Daoud Al-Kuwaity » (voir la liste des auteurs).